# محلة روح
محلة روح إحدى قرى مركز طنطا التابع لمحافظة الغربية بجمهورية مصر العربية. تتصل القرية بشبكة السكة الحديد من طنطا إلى دمياط والتي تصل القرية بالمحلة وسمنود والمنصورة وبمحطة طنطا الموصولة بكل شبكات الدلتا، ويوجد خط فردي يصلها بمحطة السنطة.

## التاريخ
قرية محلة روح من القرى القديمة، حيث وردت باسم «محلة روح» في أعمال الغربية ضمن قرى الروك الصلاحي التي أحصاها ابن مماتي في كتاب قوانين الدواوين، كما وردت باسم «محلة روح» في أعمال الغربية ضمن قرى الروك الناصري التي أحصاها ابن الجيعان في كتاب «التحفة السنية بأسماء البلاد المصرية».
وردت باسم «محلة روح» في التربيع العثماني الذي أجراه الوالي العثماني سليمان باشا الخادم في عصر السلطان العثماني سليمان القانوني ضمن قرى ولاية الغربية، وفي تاريخ 1228هـ/1813م الذي عدّ قرى مصر بعد المسح الذي قام به محمد علي باشا باسم «محلة روح» ضمن قرى مديرية الغربية. ذكرت القرية ضمن قرى مركز سمنود (المحلة الكبرى حاليًا) في تعداد 1882، ولكن في التعداد التالي ذكرت ضمن قرى مركز طنطا.

## التعليم
تصل نسبة الأمية في القرية إلى 37.99% بين من تجاوزوا العاشرة من عمرهم، بينما تصل نسبة من حصلوا على تعليم جامعي إلى 2.58% من جملة السكان.

## السكان
بلغ عدد سكان محلة روح 19,459 نسمة حسب تقدير عام 2018.
| السنة  | 1882 | 1897 | 1907 | 1927 | 1947 | 1960 | 1976 | 1986   | 1996   | 2006   | 2018   |
| ------ | ---- | ---- | ---- | ---- | ---- | ---- | ---- | ------ | ------ | ------ | ------ |
| القرية | 1211 | 2175 | 2739 | 3047 | 3976 | 5443 | 6912 | 10,296 | 12,327 | 14,350 | 19,459 |